# Valleyview (Alberta)
Valleyview es un pueblo canadiense situado en la provincia de Alberta.

## Superficie
Valleyview tiene una superficie de 9,17 km².

## Demografía
En 2021, tenía 1673 habitantes, una densidad poblacional de 182,4 hab./km², y 782 viviendas.